# Mehdiyeh
Mehdīyeh o Zanian-e Pa'in (farsi مهديه) è una città dello shahrestān di Shahr-e Kord, circoscrizione Centrale, nella provincia di Chahar Mahal e Bakhtiari. Aveva, nel 2006, una popolazione di 6.232 abitanti.